# Los insaciables (novela)
Los insaciables es una novela del escritor estadounidense Harold Robbins conocido por escribir superventas. La novela fue un éxito de venta desde su publicación.

## Argumento
La novela narra la historia de Jonas Cord, un rico magnate, insaciable hacia todo lo que desea. La novela es una biografía no muy disimulada de Howard Hughes, cuyas excentricidades así como sus amoríos con estrellas de Hollywood le tenían siempre en el punto de mira de la prensa. Su fortuna le permite ingresar al mundo del cine, aprovechándose sin miramientos de cada oportunidad que se le presenta, para su beneficio personal.

## Películas que inspiró
La novela fue adaptada al cine con el mismo título. La película fue realizada por Edward Dmytryk con George Peppard en el papel principal. También actuó Alan Ladd en el papel de una antigua estrella de western.
El papel que realizaba Alan Ladd, llamado Nevada Smith, inspiró otra película con dicho título, que contaba la dura juventud del mestizo, mucho antes de convertirse en actor de cine, como vio como mataban a su familia y como se vengó de los asesinos de uno en uno. En esta ocasión Nevada Smith fue interpretado por Steve McQueen.
En 1975 se realizó un telefilm titulado Nevada Smith, en el que Cliff Potts actuaba el papel de Nevada Smith y Lorne Greene el de Jonas Cord.

## Origen del título
El título original en inglés es The Carpetbaggers, se refiere a los oportunistas que aparecieron posteriormente a la derrota de los estados del sur, en la Guerra de Secesión, para aprovecharse de la ruina económica de los propietarios sureños, portando generalmente un bolso barato que los identificaba. 